# 6-я флотилия подводных лодок кригсмарине
6-я флотилия подводных лодок кригсмарине — подразделение военно-морского флота нацистской Германии.

## История
Шестая флотилия подводных лодок Третьего рейха, получившая имя «Гундиус», была создана 1 октября 1938 года в Киле под командованием корветтен-капитана Вернера Хартманна. Своё имя флотилия получила в честь подводника времён Первой мировой войны капитан-лейтенанта Пауля Гундиуса, потопившего в 20 походах 67 кораблей суммарным тоннажом 95 280 брт. Флотилия «Гундиус» состояла из принимаемых на вооружение больших лодок типа IX и просуществовала до декабря 1939 года. Флотилия была вновь создана в июле 1941 года с базированием на Данциг. После захвата французских портов флотилия была переведена в Сен-Назер. Когда в августе 1944 года уцелевшие субмарины из Сен-Назера отправились на базы в Норвегии, шестая флотилия была расформирована.

## Состав
В разные годы через 6-ю флотилию прошла 91 подводная лодка, в том числе:
| Тип        | Количество       |
| ---------- | ---------------- |
| IX-A       | 8 (до 1939 года) |
| VII-B      | 1                |
| VII-C      | 81               |
| VII-C / 41 | 1                |

## Командиры
| Время                        | Командующий флотилией                    |
| ---------------------------- | ---------------------------------------- |
| октябрь 1938 — декабрь 1939  | корветтен-капитан Вернер Хартманн;       |
| сентябрь 1941 — октябрь 1943 | корветтен-капитан Георг-Вильгельм Шульц; |
| ноябрь 1943 — август 1944    | капитан-лейтенант Карл Эммерман.         |